# Кяро Кирило
Кирило Валерійович Кяро (н. 24 лютого 1975, Таллінн, Естонська РСР, СРСР) — естонський і російський актор театру і кіно.
Фігурант бази даних центру «Миротворець».

## Біографія
Кирило Кяро народився 24 лютого 1975 в місті Таллінні, Естонська РСР. 1992 року закінчив 12-ю середню школу (5 грудня 1997 стала називатися Ласнамяескою гімназією) та вступив у Театральне училище імені Щукіна на курс М. Пантелеєвої. Після закінчення училища 1997 року вступає в трупу Театру під керівництвом Армена Джигарханяна. З 1999 по 2004 рік грає в Російському театрі Естонії. Повернувшись до Москви 2005 року, служить в театрі Практика та починає активно зніматися в кіно і телесеріалах. Популярність та любов глядачів принесла акторові невелика роль Слави — племінника Штехеля в серіалі «Ліквідація».
За роль в серіалі «Нюхач» був номінований на Професійний приз Асоціації продюсерів кіно і телебачення в області телевізійного кіно За найкращу чоловічу роль.
Співпрацює з Театром.doc, бере участь у читанні сценаріїв на фестивалі Кіно без плівки.

## Творчість

### Фільмографія
- 2014 — Дикий — співробітник МВС під прикриттям, старий друг «Дикого» 
- 2014 — Чоловічі канікули
- 2013 — Все буде добре — Руслан Едуардович
- 2013 — Нюхач — детектив-консультант
- 2012 — Три дні лейтенанта Кравцова — Рюйтель
- 2012 — Безвісти (у виробництві)
- 2011 — Будинок зразкового утримання — «Кухар»
- 2011 — Лють — Лев Єрьомін («Ботанік»), таксист
- 2011 — Порцелянове весілля — Сергій Миколайович
- 2011 — Пішов і не повернувся
- 2011 — Термінал — Маріс Лацис, начальник охорони терміналу
- 2011 — Крисоловка
- 2011 — Час для двох — Юрій, детектив
- 2011 — Борис Годунов — Курбський
- 2011 — Безприданниця — Олексій Гаврилін, капітан
- 2011 — Білий пісок — Льоха, племінник та помічник машиніста
- 2010 — Людина нізвідки — Олексій, опер з Краснодара
- 2010 — Квіти від Лізи — Смурний, друг Лізи
- 2010 — Погоня за тінню — Борис Михайлович Петров
- 2010 — Жертва мистецтва (16-я серія)
- 2010 — Перегра (короткометражний)
- 2010 — Незначні подробиці випадкового епізоду (короткометражний) — Він
- 2010 — Ми з майбутнього 2 — Михайло
- 2010 — Червона ртуть (Red Quicksilver, Punane elavhõbe) — Сямм
- 2010 — Ніч на заході літа — Том
- 2010 — Справа Крапівіних
- 2010 — Сліпа куля (Фільм 2) — епізод
- 2010 — V Центурия. У пошуках зачарованих скарбів — Ян
- 2010 — 220 вольт кохання — Сергій Власов, клерк у банку (немає в титрах)
- 2009 — 2010 — Маргоша — Верховцев Олександр, фотограф
- 2009 — Година Волкова — Хумала
- 2009 — Холодне серце — Юрій Репніков
- 2009 — Господиня тайги — Семен, охоронець Сахно
- 2009 — Останній кордон (фільм 2)
- 2009 — Тихі сосни — Руслан
- 2009 — Божевільна допомога — Онук у вікні
- 2009 — Солдати-16. Дембель неминучий — епізод (немає в титрах)
- 2009 — Журов — Костя
- 2009 — дім, милий дім
- 2009 — Голубка — Володька-хіппі, чоловік Любаші
- 2008 — 2009 — Руда — Семен
- 2008 — Я повернуся — Ніколаєв
- 2008 — Чемпіон — Газальський
- 2008 — Парі на кохання
- 2008 — Спадщина
- 2008 — Любов на районі — співробітник військкомату
- 2008 — Застава Жиліна — майор Геннадій Єршов
- 2008 — Глухар (серія «Падіння») — Гена Круглов, наркоман
- 2008 — Чарівник — Бризгалов
- 2007 — Морозов
- 2007 — Ліквідація — Слава, племінник Штехеля
- 2007 — Королі гри — грабіжник
- 2007 — Валерій Харламов. Додатковий час — Борис Михайлов
- 2007 — Олександрівський сад 2 — монах
- 2007 — 18—14 — Денисов
- 2006 — Сищики 5 — Віктор
- 2006 — Форс-мажор
- 2006 — Опера 2. Хроніки вбивчого відділу — адміністратор
- 2006 — Один відсоток сумніву
- 2005 — Убивча сила 6 — Гарік, продавець зброї
- 2005 — Братерство по зброї|1 фільм
- 2005 — За дверима (Ukse taga) (короткометражний)
- 2005 — Дівчата — Антон
- 2005 — Аеропорт — Пітер МакДугел, шведський проповідник
- 2004 — Афромосквич — фотограф
- 2002 — Позбавлення (Paasemine) (короткометражний)

#### Рекламні ролики
- Whiskas. Ваша кицька купила б Віскас

### Антрепризи
- 2004 «Аршин-Мал-Алан» (реж. — М. Борисов/ЦДКЖ)
- 2006 «Російський сміх» (Ф. Достоєвський)